# Ptiolina grandis
Ptiolina grandis är en tvåvingeart som beskrevs av Frey 1918. Ptiolina grandis ingår i släktet Ptiolina och familjen snäppflugor. Inga underarter finns listade i Catalogue of Life.